# Svenska stadsnätsföreningen
Svenska Stadsnätsföreningen (SSNf) är en oberoende intresseorganisation som tillsammans med Sveriges stadsnät arbetar för att skapa öppna framtidssäkra stadsnät. Den största delen av medlemmarna i Svenska Stadsnätsföreningen består av stadsnät. Ett stadsnät kännetecknas av kommuner eller företag som driver lokala bredbandsnät. Resterande medlemmar består av andra aktörer inom bredbandsområdet som exempelvis tjänsteleverantörer, operatörer och konsulter. 
Svenska Stadsnätsföreningen arbetar med att stödja medlemmarna i nationella och internationella sammanhang och bistå med kompetens och utbildning. Svenska Stadsnätsföreningen har även som uppgift att sprida information och öka kunskapen hos viktiga beslutsfattare om stadsnät och bredbandsbranschen och agera rådgivare i viktiga frågor. 
Ett gemensamt mål för Svenska Stadsnätsföreningen och deras medlemmar är att stadsnäten tids nog ska uppfattas som en etablerad infrastruktur.
SSNf har ingått ett avtal med Maintrac för att för sina medlemmar underlätta att datalagringsdirektivet efterlevs.
När Sveriges Radio Ekot under 2013 avslöjade att Polisen önskade direkttillgång till operatörernas databaser uttalade SSNf:s VD följande: "Svenska Stadsnätsföreningen, som har tecknat ett ramavtal för sina medlemmar med Maintrac om en lösning för att följa datalagringsdirektivet, ser inga problem med att man tycks vara den enda aktören som inte ifrågasätter Säpos automatiserade tillgång till delar av data- och telefontrafiken i Sverige".